# Siphlaenigma janae
Siphlaenigma janae är en dagsländeart som beskrevs av Penniket 1962. Siphlaenigma janae ingår i släktet Siphlaenigma och familjen Siphlaenigmatidae. Inga underarter finns listade i Catalogue of Life.